# Skopus (Sprachwissenschaft)
Skopus (von altgriechisch σκοπός ‚Aussicht‘, ‚Sichtweite‘, ‚Ziel‘) bezeichnet in der Sprachwissenschaft den Wirkungsbereich, in dem ein Ausdruck auf andere Elemente im Satz bzw. Diskurs Einfluss nehmen kann. Der grammatische Skopus fußt auf dem Begriff des Skopus in der Logik, ist aber in der Linguistik ein eigenständiges Thema.

## Definition
Obwohl der Begriff des Skopus in der Sprachwissenschaft alltäglich und unstrittig verwendet wird, war dessen genaue formale Definition lange Zeit nicht endgültig geklärt. So verwendet Tanya Reinhart in ihrer grundlegenden Arbeit von 1978 Syntactic domains for semantic rules keine explizite Definition für Skopus, sondern beschreibt dessen Effekte und Interaktionen, wie zu sehen in ihrer Hypothesis about Scope and Domain, in der sie den Wirkungsbereich eines Skopusoperators mit der zu Grunde liegenden syntaktischen Struktur verbindet:

“The semantic scope of a linguistic operator coincides with its domain in some syntactic representation that the operator is part of.”

Auch in ihrer wegweisenden Arbeit von 1997 Quantifier Scope – How labor is divided between QR and choice functions setzt sie eine Definition für Skopus voraus, ohne sie in der Arbeit explizit zu erwähnen.
Szabolcsi & Zwarts beschreiben in ihrem 1993 erschienenen Artikel Weak islands and an algebraic semantics for scope taking die Definition eines Skopuselements, ohne jedoch Skopus selbst zu definieren:

“A scopal element (SE) as we will understand it is an item that can participate in scope ambiguities.”

Sie machen hier also das mögliche Auslösen bzw. Betroffen sein von Skopusambiguitäten als Kernvoraussetzung für die Bezeichnung als Skopuselement aus. Insofern definieren sie hier Skopus rein funktional: Skopus ist all das, was potenziell von Skopusambiguitäten betroffen sein kann, ohne in irgendeiner Weise an inhaltliche oder formelle Kriterien gebunden zu sein.
In einer aktuelleren Arbeit beschränkt sich Barker (2015) darauf, zu beschreiben, was passiert, wenn ein Element Skopus über ein übergeordnetes Element nimmt, ohne Skopus als solchen zu definieren:

“A phrase takes scope over a larger expression that contains it when the larger expression serves as the smaller phrase’s semantic argument.”

Auch hier handelt es sich wiederum um eine rein funktionale Definition, die das Verhältnis von zwei Elementen zueinander beschreibt.
Die wohl anerkannteste Definition für Skopus stammt aus Szabolcsis Standardwerk Quantification. Nach einer einführenden Diskussion, in der sie zeigt, dass die Komplexität der Eigenschaften und die Verhältnisse der Argumente von Quantoren auf den zu Grunde liegenden Mechanismus des Skopus keinen Einfluss haben, findet sie eine schlichte Definition für Skopus von Quantor-DPs:

“The scope of a quantificational DP, on a given analysis of the sentence, is that part of the sentence which denotes a property that is asserted to be an element of the generalized quantifier denoted by DP on that analysis.”

Im Gegensatz zu den obigen funktionalen Definitionen setzt Szabolcsi hier ein Skopuselement in ein Verhältnis mit dem Rest des Satzes, definiert ein Skopus also über die Beeinflussung des Wirkungsbereichs durch das Skopuselement. Allerdings setzt sie, da sie sich in ihrer Arbeit mit Quantoren beschäftigt, diese Definition lediglich für Quantoren-DPs fest; inwiefern sich diese Definition mit der nicht trivialen Annahme eines inhärenten generalisierten Quantors im Skopuselement auch auf andere Skopuselemente übertragen lässt, wird hier nicht behandelt.

## Beispiele
Eine Negation ist ein Beispiel für einen Ausdruck, der Skopus hat, d. h., ihre Interpretation erfordert die Bestimmung eines Satzteils, der verneint werden soll. Im Deutschen bezieht sich die Negation in einfachen Fällen auf den Teil des Satzes, der ihr nachfolgt und der zu diesem Zweck oft auch eine Betonung erhält, hier mit Großbuchstaben markiert:
```
Otto hat die Schere glücklicherweise nicht [in den MÜLL geworfen]
```

Dieser Satz verneint hauptsächlich, dass die Schere im Müll gelandet ist, bestreitet aber nicht, dass Otto irgendetwas mit der Schere gemacht hat. Der syntaktische Skopus der Negation ist hier nur der Teil in den Müll geworfen. Damit suggeriert der Satz auch, dass es etwas Weiteres zu sagen gibt über das, was Otto getan hat; dieser Effekt liegt allerdings nicht an der Negation selbst, sondern an der Deutung der Kontrastbetonung, d. h. der Fokussierung.
Im obigen Satz hat das Adverb glücklicherweise ebenfalls Skopus. Dessen Bedeutung kann so umschrieben werden:
```
Es ist ein Glück [dass Otto die Schere nicht in den Müll geworfen hat].
```

Das Satzadverb glücklicherweise handelt von einer Beurteilung eines ganzen Sachverhalts, sein Skopus ist, inhaltlich gesehen, der gesamte Satz, in dem es vorkommt. Dies illustriert das Problem, dass der logische Skopus nicht immer direkt der grammatischen Oberfläche des Satzes entnommen werden kann, etwa in Form einer Regel, dass alles das der Skopus eines Wortes ist, was ihm nachfolgt (Auch bei der logischen Analyse der Negation im ersten Beispiel entsteht genau genommen bereits ein ähnliches Problem).
Ein wichtiges Phänomen, das an dieser Stelle sichtbar wird, ist ferner die Skopusinteraktion zweier Ausdrücke. Man sagt, dass das Adverb glücklicherweise Skopus über die Negation hat, weil die Negation innerhalb des Wirkungsbereichs von glücklicherweise auftaucht, aber ihrerseits auch noch einen Skopus hat. Logisch vorstellbar wäre, dass man einmal den umgekehrten Fall aussagen möchte, in dem die Negation den größeren Skopus hat. Man findet dann allerdings, dass dies grammatisch ausgeschlossen ist:
```
? 
Otto hat die Schere nicht glücklicherweise in den Müll geworfen
```

Dieser Satz ist kaum so interpretierbar, dass nur die Bewertung verneint werden soll, also als: „Es ist nicht der Fall, dass es ein Glück war, dass…“. Mit anderen Worten: Die Grammatik verbietet, dass die Negation Skopus über dieses Satzadverb haben kann.
Dieses Beispiel illustriert, dass Regeln gebraucht werden, wie der logische Skopus von Ausdrücken beim Verstehen eines Satzes aus der grammatischen Form herausgelesen werden kann bzw. wie der gemeinte Skopus bei der Bildung eines Satzes in der Grammatik codiert werden kann.

## Skopusphänomene in der Sprachwissenschaft
Skopuselemente und deren Verhalten lösen diverse Phänomene aus, die in der Sprachwissenschaft näher untersucht werden, um letztendlich Rückschlüsse über Skopus im Allgemeinen und die Struktur von Sprache darüber hinaus zuzulassen. Einige dieser Phänomene, die im Rahmen der Forschung betrachtet wurden und werden, sind beispielsweise Skopusambiguitäten generell, Quantoren, Inseln, und Exceptional Scope Taking.

### Quantoren und Skopusambiguitäten
Quantoren werden häufig als ein Standardbeispiel für Skopuselemente verwendet, und ein großer Teil der Skopusforschung beschäftigt sich mit Quantoren und deren Interaktionen. Befinden sich mehrere Quantoren in einem Satz, können sie Skopusambiguitäten auslösen. Skopusambiguitäten sind Konstruktionen, in denen nicht eindeutig feststeht, wie die Skopuselemente im Satz in Hierarchie zueinander stehen. Es sind also mehrere Lesarten für denselben Satz möglich, je nachdem in welcher Position die Quantoren interpretiert werden, wie hier im Beispiel aus Philipp & Zimmermann (2020) zu sehen:
```
(1) Einen Hügel überflog jede Drohne.
[
14
]
```

Für diesen Satz gibt es zwei Lesarten:
Es gibt genau einen Hügel, und jede Drohne überflog diesen einen Hügel.
Jede Drohne überflog (irgend-)einen Hügel, dabei kann es sich um verschiedene Hügel handeln.
Die Lesarten ergeben sich, je nachdem welcher Quantor Skopus über den anderen nimmt. Nimmt man an, dass, wie an der Oberflächenstruktur, der Existenzquantor Einen Skopus über den Allquantor jede nimmt, erhält man die erste Lesart, die sogenannte Oberflächenlesart. Interpretiert man den Satz so, dass der Allquantor Skopus über den Existenzquantor nimmt, erhält man die zweite Lesart. Da diese Hierarchiefolge der Quantoren gegenteilig der Anordnung an der Oberflächenstruktur ist, spricht man bei solchen Lesarten von inversen Lesarten.
Während die Verfügbarkeit von inversen Lesarten im Englischen und anderen Sprachen häufig unstrittig ist, war und ist die Verfügbarkeit von inversen Lesarten im Deutschen nach wie vor Gegenstand wissenschaftlicher Diskussion. Nach früheren Theorien sind inverse Lesarten nur unter sehr spezifischen Lizenzierungsbedingungen möglich, während neuere Arbeiten zeigen, dass sie in geeigneten Kontexten auch in Standardkonstruktionen akzeptiert werden.
Frey (1993) beschreibt in seinem Skopusprinzip sehr genaue Bedingungen, die erfüllt sein müssen, damit ein Element Skopus über ein anderes nehmen kann. Dafür schlägt er das unten stehende Skopusprinzip vor:

„Skopusprinzip:
Sei β ein skopus-sensitives Element, sei T die syntaktische Struktur, sei <s1, …, sj>= SS(B, T).
Dann gilt:
Ein skopus-induzierendes Element α kann Skopus haben über β wenn gilt: Es gibt ein i mit: Der L-Kopf von α k-kommandiert die Basis von si-1, oder es existiert die Abhängigkeitsbeziehung <IS,,αS> und IS k-kommandiert die Basis von si-1.“

Dieses wird in Philipp & Zimmermann (2020) zur besseren Verständlichkeit so zusammengefasst:

“QP A has scope over a QP B, iff the head of the chain A c-commands the base of the chain B. In effect, a given QP1 can only take scope over QP2, if QP1 c-commands QP2 directly in overt syntax, or else if QP1 c-commands the base position of QP2 after overt movement.”

Die Fähigkeit eines Quantors A, Skopus über einen Quantor B zu nehmen, hängt also davon ab, ob er entweder an der Oberflächenstruktur oder nach overter Bewegung c-Kommando über den Quantor B bzw. dessen Basisposition nehmen kann. Dies ist für inverse Lesarten in der Regel nicht der Fall, da der untere Quantor an der Oberflächenstruktur eben unterhalb des anderen steht und ihn somit nicht c-kommandiert. Demzufolge sollten inverse Lesarten nicht ohne weiteres verfügbar sein.
Bobaljik & Wurmbrand (2012) schlagen in ihrer Arbeit zur Erklärung von Hierarchie- und Wortfolgeeffekten ein Scope Transparency Constraint vor:

“Scope Transparency (ScoT)
If the order of two elements at LF is A»B, the order at PF is A»B.”

Dies nimmt an, dass die Abfolge der Elemente auf LF-Ebene der Abfolge der Elemente auf PF-Ebene entspricht, es sei denn, es gibt ein anderes Constraint, das overte Bewegung verhindert. Folgt man dieser Annahme, würde dies für das Deutsche nur selten inverse Lesarten als verfügbar voraussagen, da das Deutsche auf Grund seiner sehr freien Wortstellung die Voranstellung des auf PF tieferen, aber auf LF höheren Quantors in den meisten Fällen problemlos ermöglichen würde, um PF an LF anzugleichen.
Im Widerspruch zu diesen Theorien zeigen Philipp & Zimmermann (2020), dass inverse Lesarten deutlich häufiger akzeptiert werden als durch die besprochenen Theorien vorhergesagt. Bettet man sie in einen Kontext, in dem aus pragmatischen Gründen die inverse Lesart deutlich plausibler als die Oberflächenlesart ist, kann sie sogar gegenüber der Oberflächenlesart präferiert werden. In neutralen Kontexten ohne Einbettungen in Relativsatzinseln wurde die inverse Lesart in 39 % der Fälle akzeptiert, in Kontexten, in denen die inverse Lesart pragmatisch deutlich plausibler als die Oberflächenlesart war, wurde die inverse Lesart sogar in 65 % der Fälle akzeptiert, im Gegensatz zu 49 % für die Oberflächenlesart. Dies zeigt, dass inverse Lesarten im Gegensatz zu den Vorhersagen der obigen Theorien zumindest in den verwendeten Kontexten und Konstruktionen durchaus verfügbar sind.

#### Quantifier Raising (QR)
Eine Theorie innerhalb der Generativen Grammatik zur Modellierung von Skopusambiguitäten und zur Modellierung von Quantoren generell ist das sogenannte Quantifier Raising. Quantoren lösen an der Position, an der sie in der Oberflächenstruktur stehen, einen Typenkonflikt aus. QR löst diesen, indem angenommen wird, dass Quantoren in der Struktur kovert nach oben bewegt werden. Bei dieser Bewegung werden eine Spur und ein Index generiert, die dann bei der Verarbeitung des Satzes Lambda-Abstraktion auslösen und somit den Typenkonflikt beheben. Bei mehreren Quantoren in einem Satz ergeben sich je nach Reihenfolge der Anhebung der Quantoren die verschiedenen möglichen Skopushierarchien und dadurch die unterschiedlichen Lesarten. Gibt es mehrere Quantoren in einem Satz und dennoch nur eine Lesart, kann dies meist auf Beschränkungen für Bewegung eines der Quantoren zurückgeführt werden, die verhindern, dass dieser Quantor über den anderen bewegt werden kann.

### Inseln
Wie auf viele andere Aspekte der Syntax und Semantik auch, nehmen Inseln Einfluss auf das Skopusverhalten von Skopuselementen. Es wird angenommen, dass Inseln die Verfügbarkeit bestimmter Lesarten verhindern bzw. zumindest einschränken können, besonders von inversen Lesarten, bei denen das an der Oberflächenstruktur tiefer liegende Skopuselement aus einer Insel heraus Skopus über das darüber liegende Skopuselement nimmt. Insbesondere für Theorien, die Skopus von Quantoren mittels Quantifier Raising modellieren, stellen Inseln ein interessantes Forschungsgebiet dar, da Inseln die Bewegung des Quantors verhindern und somit, zumindest für solche inverse Lesarten, die definitiv Bewegung erfordern, Skopus verhindern sollten.
Ein Beispiel für eine solche Insel ist die Relativsatzinsel, bei der ein Skopuselement in einen Relativsatz eingebettet wird und dann untersucht wird, ob dieses aus der Insel heraus Skopus nehmen kann. Dies ist in den folgenden Beispielen veranschaulicht, entnommen aus Philipp & Zimmermann (2020). (2a) zeigt einen Satz mit zwei Skopuselementen ohne Einbettung, (2b) mit Einbettung des tieferen Elements in einem Relativsatz:
```
(2) Der Agrarexperte hatte empfohlen, dass die Felder durch breite Kanäle bewässert werden sollten, …
a … und tatsächlich hat dann 'n breiter Kanal jedes Feld bewässert.
b … und tatsächlich hat sich dort dann 'n breiter Kanal befunden, der jedes Feld bewässert hat.
[
21
]
```

Für eine inverse Lesart müsste der Allquantor aus dem Relativsatz heraus Skopus nehmen können. Nimmt man an, dass Skopus von Quantoren durch QR entsteht, so folgt daraus, dass die inverse Lesart in (2b) unmöglich sein sollte, da die Relativsatzinsel die Bewegung des Quantors aus der Insel in eine Position oberhalb des anderen Quantors verhindern sollte. Philipp & Zimmermann (2020) zeigen, dass die Einbettung in Relativsatzinseln zwar eindeutig die Verfügbarkeit von inversen Lesarten verschlechtert, diese aber keineswegs gänzlich verhindert: Wird die inverse Lesart in einem neutralen Kontext ohne Einbettung zu 39 % akzeptiert, so sinkt die Akzeptanz bei einfacher Einbettung in einen Relativsatz auf 21 %, bei doppelter Einbettung auf 16 %. In Kontexten, in denen die inverse Lesart pragmatisch deutlich plausibler ist, liegt die Akzeptanz ohne Einbettung bei 65 %, mit Einbettung bei 50 % respektive 35 %. Offenbar hat also die Einbettung in eine Relativsatzinsel einen Effekt auf die Akzeptabilität von inversen Lesarten, scheint diese dabei allerdings nicht vollkommen zu verhindern. Inwiefern dies auf syntaktische Beschränkungen, erhöhten Verarbeitungsaufwand oder pragmatische Effekte und individuelle Variabilität zurückzuführen ist, muss näher erforscht werden.

## Skopus-Strategien in den Sprachen der Welt
In den Sprachen der Welt finden sich drei verschiedene Strategien, Skopusverhältnisse zum Ausdruck zu bringen. Bei den ersten beiden handelt es sich um Verkettungsstrategien. So kann eine Sprache Skopus von links nach rechts ausdrücken. Dies ist beispielsweise im Englischen der Fall, wie das nachfolgende Beispiel zeigt (das Beispiel stammt aus Bross & Hole 2017).
```
… because Paula must(epistemic) have(tense) been able(ability) to repair her bike(event).
```

Lässt man den Nebensatzeinleiter because außen vor, so hat das epistemische Modalverb must den höchsten Skopus im Satz. Epistemisch bedeutet, dass der Sprecher/die Sprecherin zum Ausdruck bringt, dass der Satzinhalt ihrem Weltwissen zufolge wahr ist. Must nimmt Skopus über das sprachliche Material, das rechts von ihm steht. Das Hilfsverb have drückt Tempus aus und steht im Skopus von must, hat jedoch höheren Skopus als been able, das eine Fähigkeit ausdrückt und höheren Skopus als die Beschreibung des Events (to repair her bike). Been able schließlich nimmt Skopus über to repair her bike.
Übersetzt man den Satz in Deutsche, verändern sich zwar nicht die Skopusverhältnisse, da das Deutsche jedoch (zumindest in manchen Teilen des Satzes) Skopusverhältnisse nicht von links nach rechts, sondern von rechts nach links zum Ausdruck bringt, erhalten wir die spiegelverkehrte Reihenfolge:
```
… weil Paula ihr Fahrrad reparieren(event) gekonnt(ability) haben(tense) muss(epistemic).
```

Sprachen drücken Skopus also entweder über Links-nach-Rechts-Verkettung oder über Rechts-nach-Links-Verkettung aus. Bei der dritten und letzten Strategie, handelt es sich um eine suprasegmentale Überlagerung. So hat etwa ein Frageoperator Skopus über den ganzen Satz. Die lässt sich an den beiden nachfolgenden Sätzen illustrieren:
```
a. Paul isst gern Schokoladeneis.

b. Paul isst gern Schokoladeneis?
```

Bei dem Satz in a. handelt es sich um eine Deklarativsatz, der verwendet wird, um eine Aussage zu machen. Bei dem Satz in b. handelt es sich um einen Satz, der dazu verwendet wird, um eine Frage zu stellen. Der Frageoperator wird in diesem Satz jedoch nicht als extra Wort ausgedrückt, sondern mittels Intonation, die den Satz überlagert.